# Dušan Sernec
Dušan Sernec (Maribor, 8 luglio 1882 – Lubiana, 15 febbraio 1952) è stato un politico e ingegnere elettrotecnico jugoslavo, di etnia slovena. Bano (Governatore) della Banovina della Drava, reggente del Regno di Jugoslavia.

## Biografia

### Primi anni

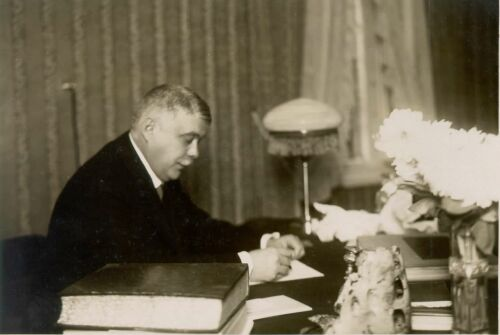
Dušan Sernec negli anni 20

Figlio dell'importante avvocato e politico, Dr. Janko Sernec (1834—1909), si diplomò a Maribor, poi dopo aver assolto a Praga gli obblighi di leva nell'Imperiale e regio esercito, nel 1900 si laureò presso la Facoltà di Ingegneria di Maribor, specializzandosi poi in elettro ingegneria in Francia (Grenoble, Parigi) e Germania (Karlsruhe). Fu poi assunto presso la Allgemeine Elektrizitäts-Gesellschaft di Vienna, Trieste e Lubiana.
Sernec si sposò con Gabrijela Hanuš (1887-1971) e nel 1917 acquistarono la Villa Triglav a Bled ed ebbero tre figlie, Tanja Tatjana (1912-2007), Boza (1914-1997 e Aleksandra (1919-2005) e un figlio Dušan (1923-1933).
Quando l'assemblea della Carniola decise di elettrificare la regione per iniziativa di Eugene Lampet, Sernec fu chiamato a dirigere la nuova centrale elettrica, facendo potenziare nel 1922 anche le centrali elettriche di Završnica a Žirovnica. Dal settembre 1923 all'ottobre 1926 divenne assistente universitario di ingegneria elettrica presso la Facoltà tecnica di Lubiana.

### La politica

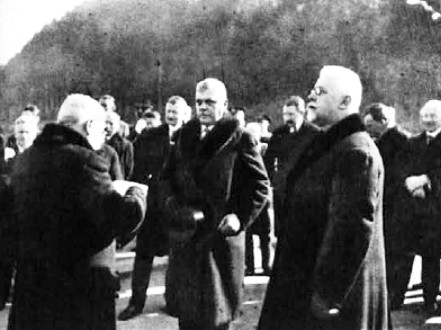
9 febbraio 1930 Dušan Sernec all'inaugurazione del ponte Radgon

Nel febbraio 1925 fu eletto membro nazionale dell'Assemblea nazionale nella lista Partito Popolare Sloveno, dal 1º febbraio 1927 al 17 aprile 1927 fu Ministro delle Infrastrutture, nel 1929 divenne vicesindaco di Lubiana e dal 9 ottobre 1929 al primo Bano della Banovina della Drava. Gli succedette il dottor Drago Marušič il 4 dicembre 1930. Nel governo Zivkovic I; Sernec fu chiamato a ricoprire prima l'incarico di Ministro delle Foreste e delle Miniere, poi dimessosi ritornò a coprire l'incarico di Ministro delle Infrastrutture. Poi il 2 settembre 1931 si dimise, ruppe con il Partito Popolare Sloveno e visse come privato cittadino a Lubiana.
Dopo l'invasione della Jugoslavia nell'aprile 1941, aderì presto al Fronte di Liberazione del Popolo Sloveno. e stabilì contatti con la clandestinità partigiana. Nel 1942 fu arrestato il giorno di Natale, ma poi rilasciato. Partì il 20 settembre 1943 con tutta la famiglia per trasferirsi nei territori già liberati. Partecipò alla seconda sessione del Consiglio Antifascista di Liberazione Popolare della Jugoslavia a Jajce per conto della quale divenne fiduciario finanziario, si trasferì a Črnomelj nell'autunno del 16, poi volò a Vis e in novembre a Belgrado.
Quando l'Accordo Tito-Šubašić fu concluso il 29 giugno 1944, nel novembre dello stesso anno ci fu un accordo integrativo sulla vicepresidenza reale in base alla quale Sernec il 2 marzo 1945, insieme al Dr. S. Budisavljevic e il Dr. A. Mandic, fu nominato reggente dal re Pietro II di Jugoslavia nel governo provvisorio della Jugoslavia fino alla proclamazione della Repubblica Socialista Federale di Jugoslavia.
Dopo lo scioglimento del governo, si ritirò e trascorse il resto della sua vita a Lubiana.

## Curiosità
Nel 1943 Dušan Sernec partecipa a un cortometraggio, il docufilm Partizanski dokumenti.